# 3469 Bulgakov
3469 Bulgakov eller 1982 UL7 är en asteroid i huvudbältet som upptäcktes den 21 oktober 1982 av den rysk-sovjetiska astronomen Ljudmila Karatjkina vid Krims astrofysiska observatorium på Krim. Den har fått sitt namn efter den ryske författaren Michail Bulgakov.
Asteroiden har en diameter på ungefär 18 kilometer och den tillhör asteroidgruppen Eos.